# 인화초등학교
인화초등학교는  대한민국 제주특별자치도 제주시에 있는 공립 초등학교이다.

## 학교 연혁
- 1981년 9월 29일: 인화국민학교 개교
- 1996년 3월 1일: 인화초등학교로 변경

## 참고 자료
- 인화초등학교 - 한국교육학술정보원 학교알리미